# Katarina Sevä
Katarina Sevä är en svensk samisk politiker och renskötare.

## Biografi
Katarina Sevä blev 2009 ledamot av Sametinget för partiet Samerna. Hon lämnade 2013 partiet Samerna och gick med i Vuovdega. Hon blev 2013 ledamot i Sametinget för Vuovdega.